# بوب غرومان
بوب غرومان (بالإنجليزية: Bob Grumman)‏ هو مؤلف ورياضياتي وكاتب أمريكي، ولد في 2 فبراير 1941 في نوروولك في الولايات المتحدة، وتوفي في 2 أبريل 2015 في بورت شارلوت ‏ في الولايات المتحدة.